# Pari (Civitella Paganico)
Pari è una frazione del comune italiano di Civitella Paganico, nella provincia di Grosseto, in Toscana.
È stato in passato comune autonomo dal 1808 al 1815 e dal 1920 al 1926.

## Storia
Il centro di Pari sorge sulla vetta di un colle, presso cui sono venuti alla luce alcuni reperti di un villaggio risalente al Paleolitico superiore e frequentato anche in epoca etrusca e romana.
Il centro attuale è di origine medievale, con impianto urbanistico caratterizzato da strette strade ad andamento grossolanamente circolare, che seguono le curve di livello del colle. Fu possesso degli Ardengheschi e passò quindi al Comune di Siena nel XIII secolo, in possesso di varie famiglie senesi (Rinuccini, Squarcialupi, Forteguerri, Buonsignori e Malavolti).
Alla metà del XVI secolo passò al Granducato di Toscana. Nel 1766 fece parte della "Provincia Inferiore", con capoluogo a Grosseto, successivamente denominata Compartimento Grossetano. Durante l'occupazione napoleonica fu distaccato come comune autonomo da quello di Campagnatico, con territorio confinante con i comuni di Monticiano, Murlo, Montalcino, Campagnatico e Roccastrada) e nuovamente soppresso pochi anni dopo con la Restaurazione.
Nel 1920 ebbe nuovamente autonomia comunale, ma nel 1926 fu riunito al comune di Paganico, che due anni dopo prese il nome attuale di Civitella Paganico.
Negli anni della seconda guerra mondiale, tra il 1940 e il 1943, furono internati a Pari una ventina di profughi ebrei (incluse famiglie con bambini). Dopo l'8 settembre 1943, con l'occupazione tedesca, la situazione divenne drammatica per il pericolo di deportazione. Per loro "si mobilitò con una partecipazione corale il paese, riuscendo a nascondere tutti i 20 internati nella macchia, dove ebbero cibo e assistenza fino alla fine della guerra". Passato il fronte, gli ebrei poterono lasciare Pari già a fine agosto 1944, con destinazione Roma. Alcuni torneranno poi, "per ringraziare tutto il paese".

## Monumenti e luoghi d'interesse

### Architetture religiose
- Chiesa di San Biagio, di origine medioevale, venne restaurata una prima volta nel 1466 ad opera di papa Pio II e la parte anteriore venne ancora rimaneggiata nel 1850, con il riutilizzo delle pietre provenienti dalla diruta antica chiesa di San Giorgio in Valoria, all'esterno dell'abitato. Il campanile appartiene al XVII secolo e all'interno della chiesa, a navata unica, sono conservati dipinti seicenteschi ("Madonna con Bambino e Santi" e "Madonna con Bambino e i Santi Pietro e Giovanni Battista", opera della scuola di Domenico Beccafumi).

- Oratorio di Santa Croce, situato di fianco a San Biagio, è dedicato ai santi Fabiano e Sebastiano. Custodisce un dipinto quattrocentesco.

### Architetture civili
- Palazzo di Giustizia, situato nella piazza principale nella parte più alta del paese, è stato restaurato in epoca moderna.

### Architetture militari
- Mura di Pari: il centro storico conserva l'originario impianto medioevale e resti delle mura si conservano nei basamenti di successivi edifici che vi vennero sovrapposti.

## Società

### Evoluzione demografica
Quella che segue è l'evoluzione demografica della frazione di Pari. Sono indicati gli abitanti dell'intera frazione e dove è possibile è messa tra parentesi la cifra riferita al solo capoluogo di frazione.
Dal 1991 sono contati da Istat solamente gli abitanti del centro abitato, non della frazione.
| Anno | Abitanti | Abitanti       |
| Anno | Frazione | Centro abitato |
| ---- | -------- | -------------- |
| 1640 | 523      | -              |
| 1745 | 463      | -              |
| 1833 | 605      | -              |
| 1845 | 747      | -              |
| 1921 | 1 261    | -              |
| 1931 | 983      | -              |
| 1961 | 675      | 444            |
| 1981 | 390      | 290            |
| 1991 | -        | 259            |
| 2001 | -        | 204            |
| 2011 | -        | 177            |